# Colchicum cupanii
Colchicum cupanii là một loài thực vật có hoa trong họ Colchicaceae. Loài này được Guss. miêu tả khoa học đầu tiên năm 1827.